# Burgstraße (Wernigerode)
Die Burgstraße ist eine der Hauptgeschäftsstraßen in der Stadt Wernigerode im Landkreis Harz in Sachsen-Anhalt. Sie verläuft in süd-nördlicher Richtung durch die Altstadt Wernigerodes, von der Straße „Schöne Ecke“ (B 244) zur Breiten Straße.

## Geschichte
Der Name Burgstraße ist für das 14. Jahrhundert erstmals urkundlich belegt. Ihren Namen hat die Straße dadurch erhalten, weil sie vom Ortszentrum auf das heutige Schloss Wernigerode, die frühere Burg der Grafen von Wernigerode auf dem Agnesberg, führte. Das bergauf führende Straßenstück, das sich am Ende der Burgstraße anschließt, heißt Burgberg.
Die Burgstraße führte von Süden kommend, aus der bis 1929 selbständigen Gemeinde Nöschenrode, durch das im 19. Jahrhundert abgerissene Burgtor in die Altstadt Wernigerode hinein. Dort mündet sie rechtwinklig in die von Ost nach West führende Breite Straße.
Beim Stadtbrand von 1751 wurden zahlreiche Gebäude der Burgstraße vernichtet. Die Straße wurde daraufhin etwas verbreitert und in ihrem Verlauf an einigen Stellen verbreitet. Aus Gründen des Brandschutzes wurden außerdem an einigen Stellen der Burgstraße keine Fachwerkhäuser wiedererrichtet, sondern steinerne Gebäude, die ein mögliches Ausbreiten der Flammen hemmen bzw. ganz verhindern sollten. Zu diesen ganz aus Stein errichteten Bauten zählen die Häuser Burgstraße 22 (Hirsch-Apotheke) und Burgstraße 37 (Robert Koch-Institut). Ferner wurden zwischen vielen Fachwerkhäusern Brandmauern und -giebel gebaut.
Beim Bombenangriff auf Wernigerode im Februar 1944 wurden auf der Burgstraße mehrere historische Fachwerkhäuser, darunter vor allem mehrere Häuser im Einmündungsbereich der Burgstraße in die Breite Straße, u. a. der Thüringer Hof und das Lichtspielhaus Capitol, vollkommen oder teilweise zerstört.
Im nördlichen Bereich der Burgstraße hinter dem Liebfrauenkirchhof wird die Burgstraße als Einkaufsmeile genutzt und ist tagsüber für den öffentlichen Fahrverkehr gesperrt. Mehrere Nebenstraßen münden in die Burgstraße ein. Besonders markant ist der Liebfrauenkirchhof, mit der darauf befindlichen Liebfrauenkirche und deren hohen Turm.
Neben der Breiten, Western- und Marktstraße gehört die Burgstraße zu den Hauptgeschäftsstraßen von Wernigerode.
An der West- und Ostseite der Burgstraße haben sich bis heute zahlreiche denkmalgeschützte Fachwerkhäuser erhalten. Dazu zählen laut der Liste der Kulturdenkmale in Wernigerode:
| Lage                  | Bezeichnung             | Beschreibung         | Erfassungs- nummer | Ausweisungsart | Bild                    |
| --------------------- | ----------------------- | -------------------- | ------------------ | -------------- | ----------------------- |
| Burgstraße 17 (Karte) | Wohnhaus                |                      | 094 02507          | Baudenkmal     | Wohnhaus                |
| Burgstraße 22 (Karte) | Wohn- und Geschäftshaus | Hirsch-Apotheke      | 094 02515          | Baudenkmal     | Wohn- und Geschäftshaus |
| Burgstraße 23 (Karte) | Scheune                 |                      | 094 03224          | Baudenkmal     | Scheune                 |
| Burgstraße 33 (Karte) | Wohn- und Geschäftshaus |                      | 094 25215          | Baudenkmal     | Wohn- und Geschäftshaus |
| Burgstraße 35 (Karte) | Wohnhaus                |                      | 107 25008          | Baudenkmal     | Wohnhaus                |
| Burgstraße 37 (Karte) | Palais                  | Robert Koch-Institut | 094 02508          | Baudenkmal     | Weitere Bilder          |
| Burgstraße 49 (Karte) | Wohnhaus                |                      | 094 02509          | Baudenkmal     | Wohnhaus                |